# Памятник княгине Ольге (Киев)
Па́мятник княгине Ольге, Апостолу Андрею, Кириллу и Мефодию (укр. Пам'ятник княгині Ользі, святому апостолу Андрію Первозваному та просвітителям Кирилу і Мефодію) — памятник, установленный в городе Киеве.
Изначально памятник был открыт 4 (17) сентября 1911 года. Авторы: Иван Кавалеридзе, Пётр Сниткин, архитектор В. Н. Рыков.

## Описание памятника
Композиция состоит из трёх фигур на постаменте из розового гранита. По центру расположена княгиня Ольга, по левую сторону — апостол Андрей Первозванный, а справа расположены просветители славянского народа Кирилл и Мефодий.
В 1919 году скульптура княгини Ольги была сброшена и поломана на две части. Боковые скульптуры были заколочены досками. Вместо Ольги поставили бюст Шевченко (который изначально планировался на данном месте). В 1923 году скульптурная композиция была демонтирована.
25 мая 1996 года памятник был возведён заново. Авторы реставрации: скульпторы Виталий Сивко, Николай Билык и Виталий Шишов.

## Галерея

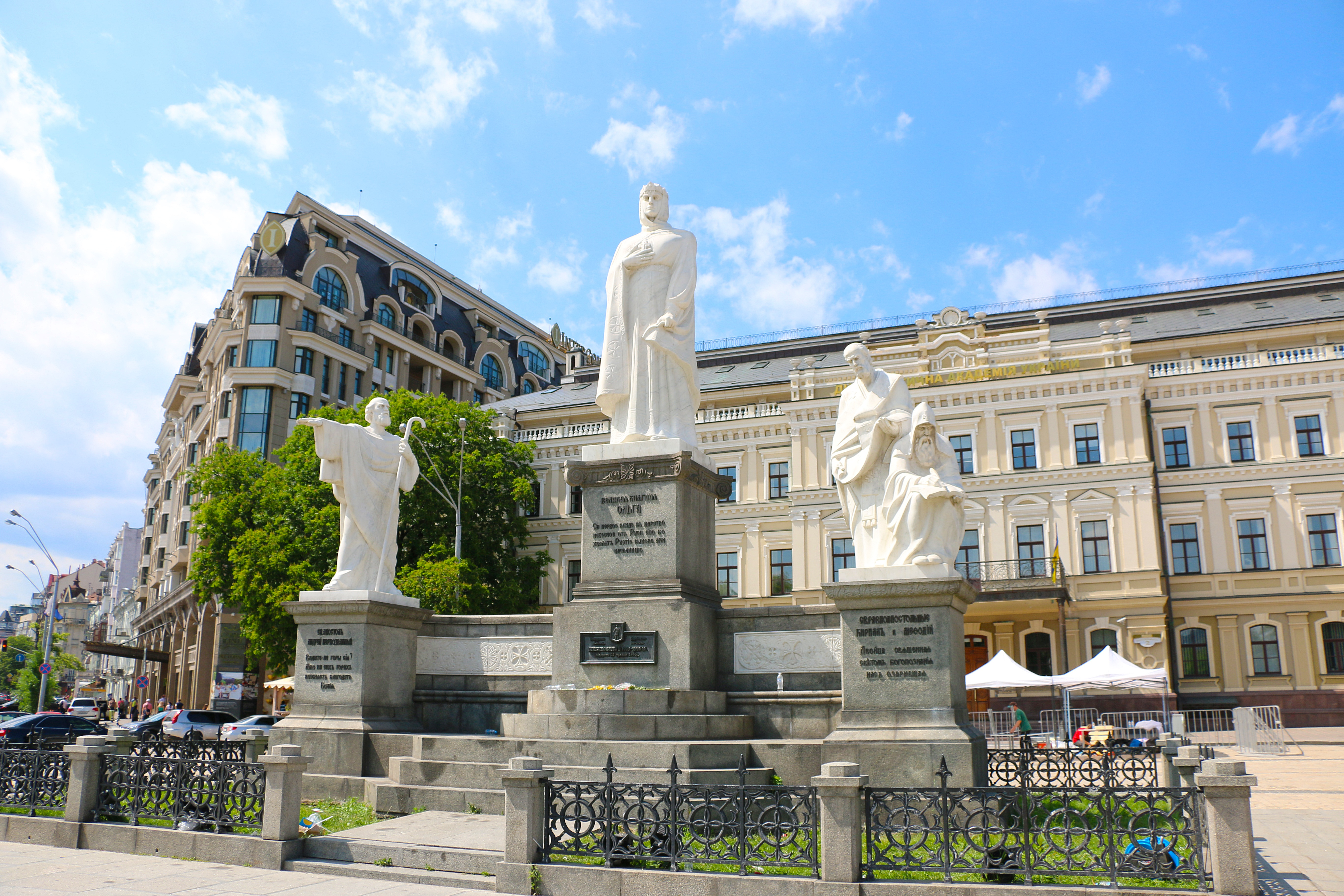
Общий вид на композицию памятника
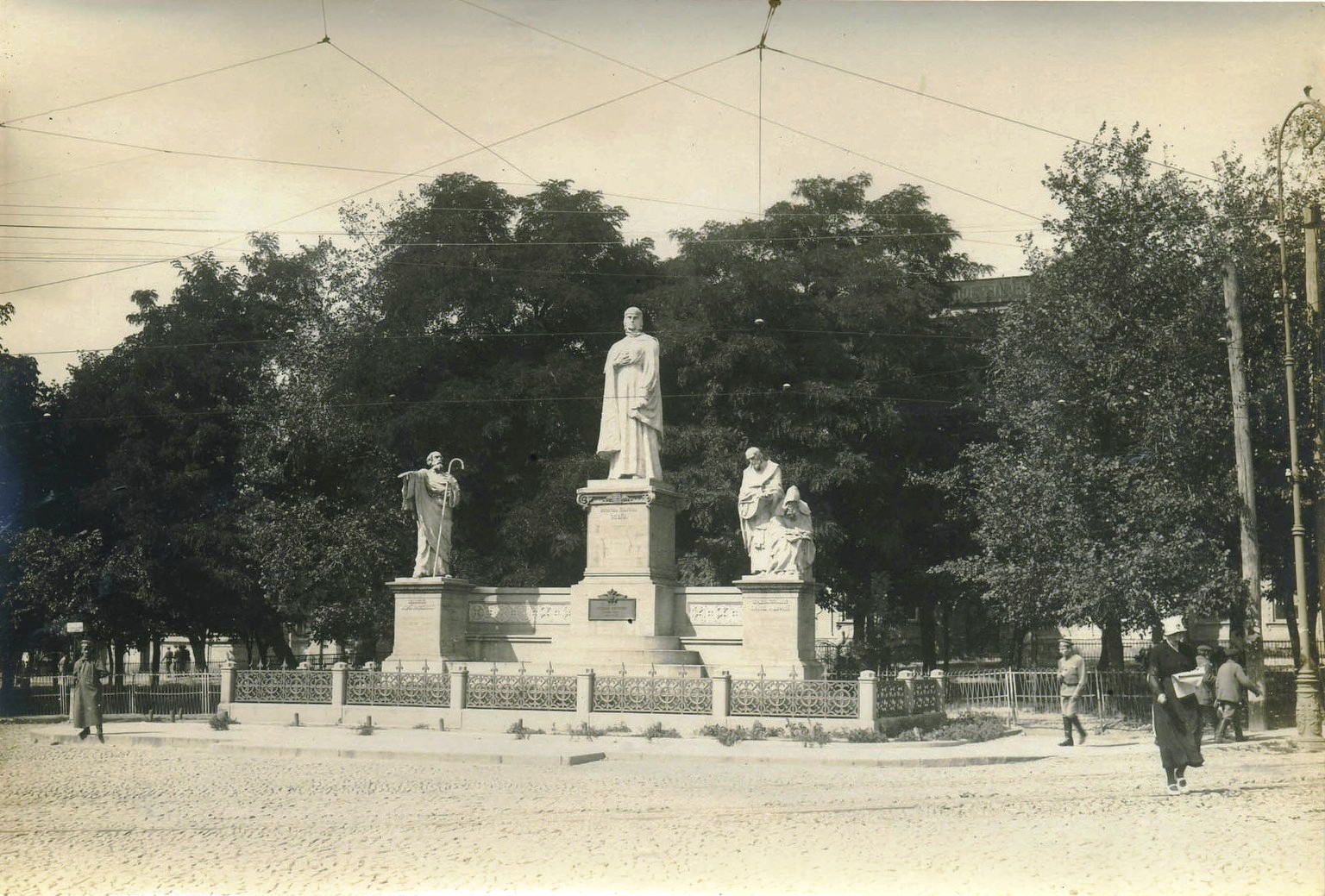
Памятник княгине Ольге  на Михайловской площади (1911)
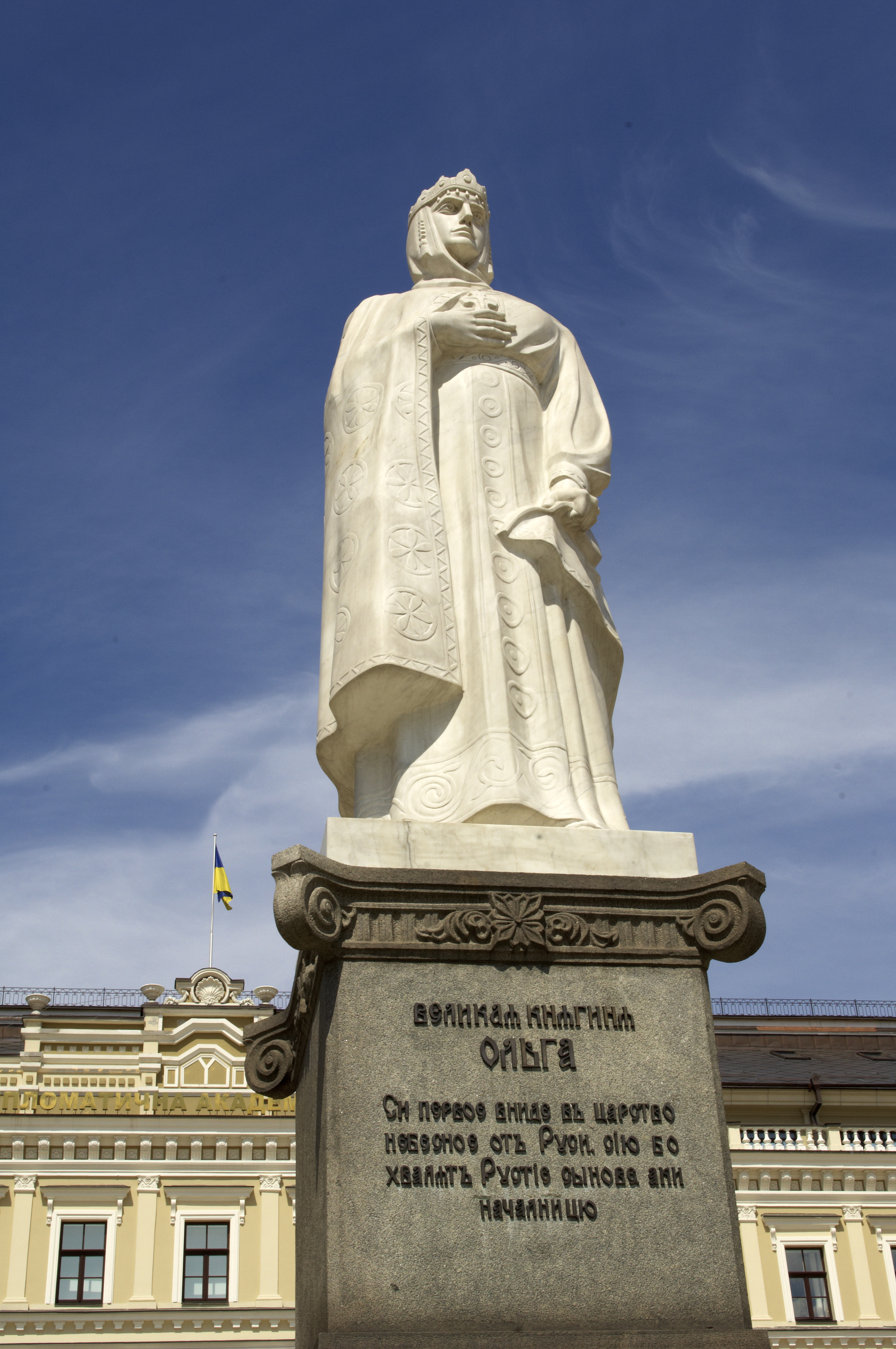
Современный вид
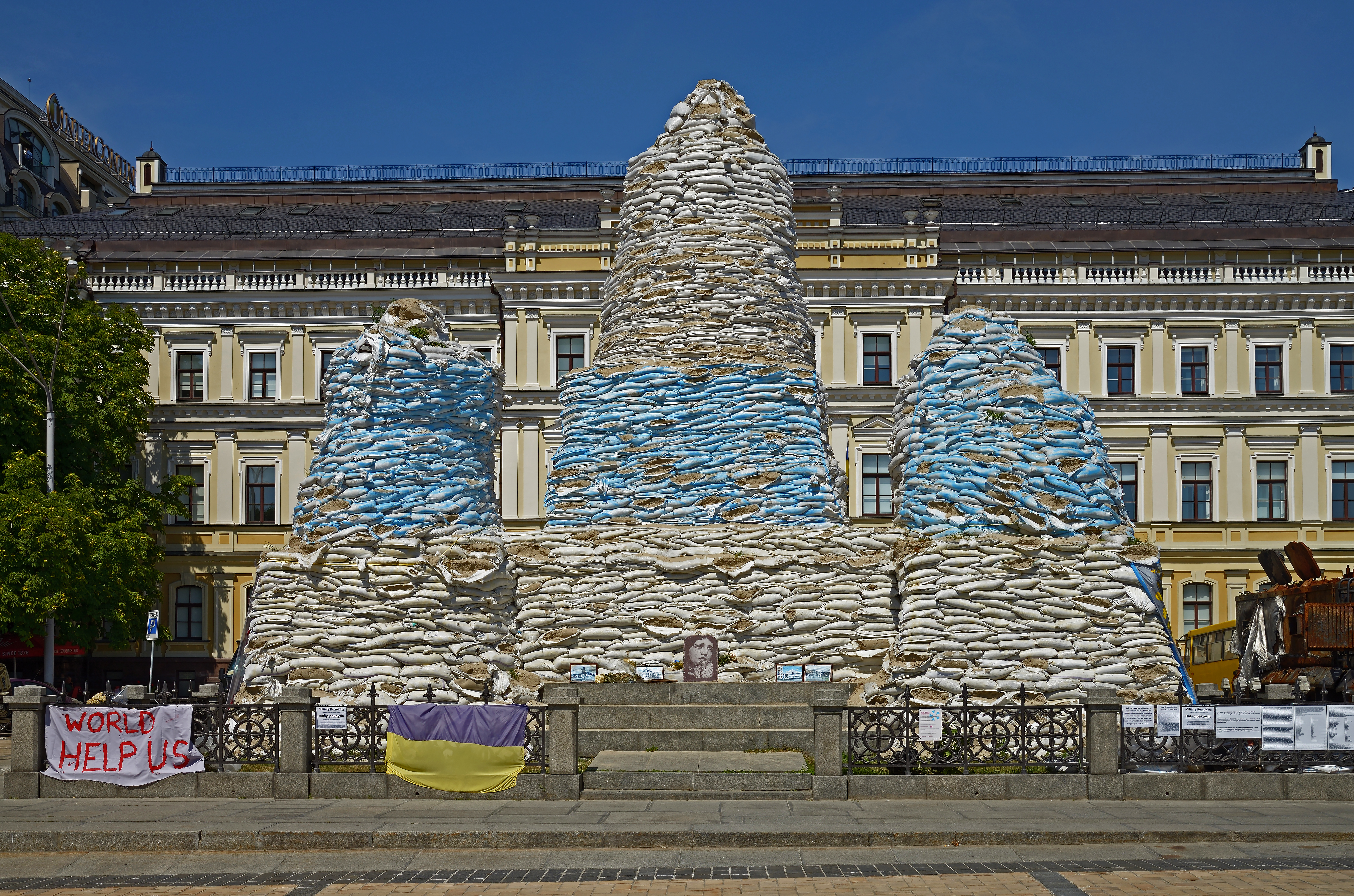
Памятник, укрытый от российских обстрелов. Июль, 2022